# Johann Jakob Bodmer

Johann Jakob Bodmer som ung.

Johann Jakob Bodmer, född 19 juli 1698 i Greifensee, död 2 januari 1783 på Gut Schönenberg i närheten av Zürich, var en schweizisk vitterhetsreformator.
Bodmer blev 1725 professor i schweizisk historia vid Zürichs universitet och 1737 medlem av stadens stora råd. År 1775 avgick han från sina befattningar. Han studerade bland annat de gamla grekerna och Milton.
I veckoskriften Discourse der Mahlern, som han 1721–1723 utgav tillsammans med sin landsman Johann Jakob Breitinger, efter mönstret av Joseph Addison The Spectator, bekämpade han den rådande franska smaken och sökte hävda innehållets betydelse samt förordade fantasins och känslans rätt inom poesin; dock vidhöll han teorin om dennas moraliska nytta.
Bodmer gick till ensidighet i sin sats att skaldekonsten borde vara ett "måleri i ord" och i sin iver att avskaffa rimmet. Han översatte 1732 Miltons Det förlorade paradiset (3:e upplagan 1754). År 1740 fick han en stridbar motståndare i den torra korrekthetens förespråkare Johann Christoph Gottsched. I den vittra strid, som då utbröt, var Bodmers förnämsta inlägg Von dem Wunderbaren in der Poesie (1740) och Critische Betrachtungen über die poetischen Gemählde der Dichter (1741).
Den häftiga fejden, vari "schweizarna" segrade, bidrog till den tyska nationallitteraturens höjande. Bodmer ägde kritisk skärpa och var en bitande polemiker. I sina egna skaldeförsök var han inte betydande. I episka dikter på hexameter (Noah, 1750, med flera) efterbildade han den av honom personligen omhuldade Friedrich Gottlieb Klopstocks "Messias"; dessutom skrev Bodmer en mängd dramer.
Bodmer utgav bland annat andra delen av Nibelungenlied (1757) och "Sammlung von Minnesingern" (2 band, 1758–1759). Vidare översatte han Iliaden och Odyssén (1778) samt Thomas Percys fornengelska ballader (2 band, 1780–1781). Hans Geschichte der Stadt Zürich är i huvudsak kulturhistorisk.